# Hinterholzen (Buchbach)

Wegkreuz, östlich von Hinterholzen

Hinterholzen ist ein Gemeindeteil des Marktes Buchbach im oberbayerischen Landkreis Mühldorf am Inn.

## Lage
Die Einöde Hinterholzen liegt 3,3 Kilometer südöstlich von Buchbach in der Gemarkung Ranoldsberg oberhalb des Greilhuber Grabens, der in den Walkersaicher Mühlbach mündet.

## Bevölkerungsentwicklung
Um 1871 gab es in Hinterholzen acht Einwohner. Im Mai 1987 lebten dort fünf Einwohner in einem Wohngebäude.
| Jahr      | 1871 | 1925 | 1950 | 1970 | 1987 |
| Einwohner | 8    | 11   | 7    | 7    | 5    |